# نقيل المنزاح (ذي السفال)

تعديل مصدري - تعديل

نقيل المنزاح محلة تابعة لقرية دومة، التابعة لعزلة الصفة بمديرية ذي السفال إحدى مديريات محافظة إب في الجمهورية اليمنية، بلغ تعداد سكانها 24 حسب تعداد اليمن لعام 2004.